# Elias Steiniger (Hammerherr)
Elias Steiniger (getauft 2. September 1629 in Abertham, Königreich Böhmen; † um 1685) war ein deutscher Unternehmer. Er ist der Gründer des Hammerwerks Rautenkranz, aus dem der gleichnamige Ortsteil von Morgenröthe-Rautenkranz hervorgegangen ist und des Ortsteiles Sachsengrund.

## Leben
Sein gleichnamiger Vater war der böhmische Bergbeamte Elias Steiniger. Als solcher war dieser Schichtmeister in Hengstererben, Berggeschworener in St. Joachimsthal und als Bergmeister von Platten tätig. Die Großeltern waren der Schulmeister und Kantor von Abertham, Elias Steiniger Senior und dessen Ehefrau Catharina geb. Kolb, Tochter des Bergmeisters von St. Joachimsthal Gabriel Kolb.
Im Zuge der Gegenreformation nach dem Dreißigjährigen Krieg sah sich Steiniger gezwungen, das katholische Böhmen zu verlassen und sich im Kurfürstentum Sachsen niederzulassen. Er erhielt eine Anstellung im Bergbau und wurde Schichtmeister. Im Tal der Zwickauer Mulde und Großen Pyra fand er einen geeigneten Platz für die Errichtung eines wasserbetriebenen Hammerwerkes. Von Schönheide aus stellte er das Gesuch an den Kurfürsten von Sachsen Johann Georg II. zur Aufbauung eines neuen Hammerwerks auf den Auerbachischen Wäldern an der Mulda und Pyra. Auf dieses Gesuch hin lud der Kurfürst am 8. März 1679 zu einer Ortsbesichtigung ein, an der der Landjägermeister, Amtshauptmann und Oberaufseher der Erzgebirgischen Flöße Georg Carl von Carlowitz u. a. teilnehmen sollten. Die Besichtigung fand am 29. Juli 1679 statt, woraufhin der Kurfürst am 5. September 1679 die gewünschte Baugenehmigung erteilte und am 30. Januar 1680 ein entsprechendes Privileg ausfertigen ließ, um ein neues Hammerwerk aus rauer Wurtzel zu erheben und einen zugehörigen Hochofen im Tal der Großen Pyra zu errichten, Sachsengrund genannt. Ferner durfte Steiniger u. a. auch zwei Stabhämmer, einen Zainhammer und einen Waffenhammer errichten.
Das Hammerwerk Rautenkranz blieb in Familienbesitz, bis es 1740 zur Unterschlagung von Kammereinnahmen durch den Hammerwerksbesitzer J. Steiniger in Rautenkranz kam, was zu dessen Konkurs führte.